# Adenocarcinoma
Adenocarcinoma é uma neoplasia maligna (câncer/cancro) que se origina em tecido epitelial glandular. Para ser classificado como um adenocarcinoma, as células não necessariamente precisam fazer parte de uma glândula, contanto que elas tenham características secretórias. É o tipo mais comum de câncer, tanto em humanos quanto em outros mamíferos. Quando essa neoplasia secreta hormônios pode causar doenças endócrinas, conhecidas como síndromes paraneoplásicas.
O termo adenocarcinoma é derivado de 'adeno', que significa 'glândular' e 'carcinoma', que descreve um câncer epitelial. 
Pode originar-se inicialmente como um adenoma (tumor glandular que geralmente é benigno). 

## Causas
Pode ser causado pelo tabagismo, pela aspiração cotidiana de poeira metálica (pneumoconiose) e com predisposição genética.

## Topografia

Representam metade dos casos de cânceres de pulmão.

Adenocarcinomas podem surgir em qualquer glândula do corpo, e a maioria dos órgãos tem glândulas. Sua frequência varia com o órgão afetado:
- cérvix: representa 10% a 15% dos cânceres de colo do útero;
- cólon e reto: grande maioria dos cânceres colorretais;
- esôfago: quase todos cânceres de esôfago são adenocarcinoma;
- estômago: quase 90% dos cânceres de estômago;
- mama: cerca de 70% dos cânceres de mama, subclassificados em ductal (65%) ou lobular (5%).
- pâncreas: cerca de 80% dos casos de câncer de pâncreas.[3]
- pulmão: entre 40 e 50% dos cânceres de pulmão.
- próstata: quase todos cânceres de próstata;
- rim;
- vagina;
- vesícula.